# Gustave Barrier (religieux)
Pour les articles homonymes, voir Barrier et Gustave Barrier.
Gustave François Julien Barrier, né le 9 avril 1860 à Ahuillé et mort le 25 novembre 1931 à Laval, est un religieux et écrivain catholique.

## Biographie
Il est le fils d'une domestique. Ses études sont payées par un bourgeois de Laval chez qui sa mère est servante. Ordonné prêtre en 1883, il est vicaire à la cathédrale de Laval jusqu'à ce que l'évêque de Laval Pierre Geay le nomme en 1898 chapelain de la nouvelle église Saint-Pierre-de-Laval, puis vicaire général en 1899. Il accepte d'emblée ses directives et d'une façon générale les directives de Léon XIII. Il devient rapidement le confident de l'évêque, et l'informateur de la préfecture et de la direction des cultes. Il est suspecté dès 1901 d'écrire dans les journaux anticléricaux comme L'Avenir de la Mayenne.
La loi de séparation des Églises et de l'État brise sa carrière : il assure l'intérim épiscopal depuis la démission de Geay et doit gérer l'exécution des inventaires. Le remplacement de Geay par Eugène Grellier, en 1906, le conduit à se retirer de l'administration diocésaine. Il devient aumônier de la prison et du lycée de Laval. Il ne s'occupe pas d’œuvres religieuses et consacre ses loisirs à des travaux d'histoire.
Après 1906, il prend en sympathie toutes les victimes du progrès de l'intégrisme et son hostilité à l'égard de ceux qui dans l’Église contribuent à l'abandon de la politique de Léon XIII. Il est le correspondant du journal Ouest-Eclair. Il est fait chevalier de la Légion d'honneur, par le préfet de la Mayenne le 29 janvier 1927. Il est l'un des héros du roman d'Etiemble, L'enfant de chœur : le père Juillet.

## Distinctions
- Chevalier de la Légion d'honneur (29 janvier 1927)[4]